# محوطه آفله
محوطه آفله مربوط به دوره اشکانیان است  که در شهرستان نوشهر، بخش کجور، روستای خاچک واقع شده و این اثر در تاریخ ۷ مهر ۱۳۸۱ با شمارهٔ ثبت ۶۲۷۱ به‌عنوان یکی از آثار ملی ایران به ثبت رسیده است.